# Deah Pangwa
Deah Pangwa is een bestuurslaag in het regentschap Pidie Jaya van de provincie Atjeh, Indonesië. Deah Pangwa telt 1584 inwoners (volkstelling 2010).